# Território de Nevada

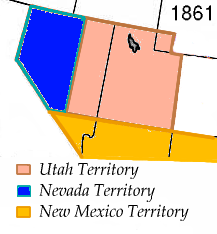
Mapa dos territórios de Utah, Nevada e Novo México em 1861.

Território de Nevada foi um território organizado incorporado dos Estados Unidos que existiu de 2 de março de 1861 a 31 de outubro de 1864, quando foi admitido à União como o Estado de Nevada.